# Colletes lucens
Colletes lucens là một loài Hymenoptera trong họ Colletidae. Loài này được Vachal mô tả khoa học năm 1909.